# تيد شرايبر
تيد شرايبر (بالإنجليزية: Ted Schreiber)‏ هو لاعب كرة قاعدة أمريكي، ولد في 11 يوليو 1938 في بروكلين في الولايات المتحدة.

## وصلات خارجية
- تيد شرايبر على موقع جمعية أبحاث البيسبول الأمريكية (الإنجليزية)